# エジプト第1王朝
エジプト第1王朝（えじぷとだいいちおうちょう、紀元前3100年頃？ - 紀元前2890年頃？）は、古代エジプトにおいて史上初めて上エジプト（ナイル川上流域）と下エジプト（ナイル川下流域）を統一したとされている王朝。統一勢力であったかどうかは別として、第1王朝以前の王朝の存在も発見されているため、第1という番号は便宜的かつ慣習的なものである。この王朝の出現を以てエジプト初期王朝時代の始まりとされる。

## 歴史
ヘロドトスやマネトの記録によれば、第1王朝の初代はメネスであった。彼は上下エジプトを統合した後、その境界近くに新しい王都イネブ・ヘジ（後のメンフィス）を建設したという。しかし、ヘロドトスもマネトも第1王朝より2000年以上も後の人物であり、それらの記録がそのまま史実を伝えるものと見做すことはできないが、後代のエジプト古代王朝の人々に、メネスから始まる歴史が伝わっていたことは確実である。
アビュドス遺跡で発見された、古代エジプトの王名を記した封泥によって伝わる第1王朝の王は、初代ナルメル、2代アハ、3代ジェルと続き、メネスの名は見られない。メネスを実在の人物として、ナルメルかアハ、または他のいずれかの王と同一人物とする数々の研究があるが、現在までのところ定説はない。これらの中では特にメネス＝ナルメル説とメネス＝アハ説が有力である。メネスをナルメルに比定する説の根拠は、ナルメルのパレットと呼ばれる同時代の出土物に、上エジプトの王ナルメルが下エジプトを征服し、その王位を得たという記録がある事であり、上下エジプトの統一や「最初の王」という点を重視するならばメネスはナルメルの事になる。一方でメネスをアハに比定する説の根拠は、アハのホルス名（王名）と並んでネブティ名（二女神名）「メン｣が記された象牙製ラベルが発見されていることと、第1王朝の大規模墳墓建設が始まるのが確認されるのがアハの治世からであることである。類似した名前やメンフィスの建設に象徴される建築事業を重視するならば、メネスはアハであるということになる。両者を包括する説として、メネスの伝説は、第1王朝や第2王朝の複数の王の業績が集約されて生まれたものであるとする説もある。
比較的同時代に近い史料に基づいた第1王朝の歴史としては、上エジプトにあった王国の王であったナルメルは、下エジプトを征服してエジプトを統一し、リビアやパレスチナ方面にまで遠征を行い、エジプトの勢力を拡大した。ナルメルの跡を継いだアハはナイル川を上流に遡って第1瀑布近辺まで、第3代のジェルは更にナイル川を遡って第2瀑布近辺まで遠征隊を派遣し、またシナイ半島を征服した。ジェルによってシナイ半島にある銅山が王家の独占とされ、王権が著しく強化されたものと考えられる。しかし、第4代ジェトの治世は記録が無く分かっていない。第5代デンの治世には、上下エジプトを統べる王としての王権理念が確立された。彼の時代に官僚制や徴税制度の整備が試みられた。デン以後の第1王朝の記録は乏しく、どのようにして、どのような理由で衰亡したのかは分かっていない。紀元前29世紀初頭頃、またはその前後の時代にエジプト第2王朝に支配権が移ったと考えられている。

## 歴代王
| 王名         | マネトによる備考                                                   |
| ------------ | ------------------------------------------------------------------ |
| メネス       | カバにさらわれて死んだ                                             |
| アトティス   | メンフィスに宮殿を建てた。医術の心得があり、彼の労作が現存している |
| ケンケネス   |                                                                    |
| ウエネフェス | 彼はココメの近郊にピラミッドを複数建てた                           |
| ウサファイス |                                                                    |
| ミエビス     |                                                                    |
| セメンプセス |                                                                    |
| ビエネケス   |                                                                    |

| ホルス名          | ネブティ名（二女神名） | 即位名（上下エジプト王名） | 備考                               |
| ----------------- | ---------------------- | -------------------------- | ---------------------------------- |
| ナルメル          |                        |                            | 最初の統一王朝の王と推定されている |
| ホル・アハ        | メニ                   |                            | メネスと類似するネブティ名を持つ。 |
| ジェル            |                        |                            |                                    |
| ジェト            |                        |                            |                                    |
| デン （ウディム） |                        | セムティ                   |                                    |
| アネジイブ        |                        |                            |                                    |
| セメルケト        |                        |                            |                                    |
| カア              |                        |                            |                                    |